# Viktor Kovalenko
Viktor Viktorovytj Kovalenko (ukrainska: Віктор Вікторович Коваленко), född 14 februari 1996 i Cherson, är en ukrainsk fotbollsspelare som spelar för Empoli, på lån från Atalanta och Ukrainas landslag. 

## Karriär
Den 1 februari 2021 värvades Kovalenko av italienska Atalanta. Den 8 augusti 2021 lånades han ut till Spezia på ett säsongslån. Den 2 augusti 2022 lånades Kovalenko på nytt ut till Spezia på ett säsongslån. Den 25 augusti 2023 lånades han ut till Empoli på ett säsongslån.